# Milan Indoor 2002
Il Milan Indoor 2002 è stato un torneo di tennis giocato sul sintetico indoor. 
È stata la 25ª edizione del  Milan Indoor, che fa parte della categoria International Series nell'ambito dell'ATP Tour 2002.
Si è giocato a Milano, Italia,dal 28 gennaio al 3 febbraio 2002.

## Campioni

### Singolare
Davide Sanguinetti ha battuto in finale  Roger Federer con il punteggio di 7–6(2), 4–6, 6–1

### Doppio
Karsten Braasch /  Andrej Ol'chovskij hanno battuto in finale  Julien Boutter /  Maks Mirny con il punteggio di 3–6, 7–6(5), 12–10